# Macromidia samal
Macromidia samal là loài chuồn chuồn trong họ Synthemistidae. Loài này được Needham & Gyger mô tả khoa học đầu tiên năm 1937.